# Франтишек Палацки
Франтишек Палацки (на чешки: František Palacký, 14 юни 1798, Ходславице – 26 май 1876 г., Прага) е чешки историк, политик и публицист. Повлиява силно върху Томаш Масарик. Наричан е Баща на чешката историография, както и Баща на отечеството. От 1836 г. издава в пет тома капиталния си труд „История на чешкия народ в Бохемия и Моравия“ (1836 – 1867). Участва в революцията от 1848 г. Основател на Чешката национална партия. Баща на географа Ян Палацки.

## Биография

### Произход и младежки години
Франтишек Палацки е роден в североизточното моравско село Ходславице, днес в Моравско-силезкия край на Чехия като петото от 12 деца, 4 от които умират в ранна възраст. Предците му са членове на общността на Бохемското братство и тайно запазват протестантската си вяра през целия период на религиозни преследвания. Баща му Иржи Палацки е учител, начетен за времето си човек и децата му първо са образовани от него. След това (1807 – 1809) Франтишек започва да учи в училището към замъка в Кунвалд (днес Кунин) край Нови Ичин. В периода 1809 – 1812 г. Франтишек учи в латинското училище в Тренчин, а през 1812 г. е изпратен в Евангелиския лутерански лицей в тогавашния унгарски град Пресбург (днес Братислава). Там той се запознава с филолога Павел Шафарик и започва ревностно да изучава славянски езици.
Въпреки че бащата на Палацки желае синът му също да стане евангелски учител и свещеник, Франтишек не продължава с учението, а започва да преподава като възпитател (от 1819 до 1823 г.) в унгарски благороднически семейства. Причината за отхвърлянето на желанието на баща му да стане пастор в Силезия, е любовта на унгарската аристократка Нина Зердахели (родена Балог), с която Палацки се запознава в Пресбург.
Франтишек Палацки прекарва 1820 г. като възпитател на своите довериници Карл и Ян Непомук Чусови във Виена. Тази дейност в по-високите социални кръгове му позволява достъп до света на висшата култура, но също така му дава възможност да продължи самостоятелно изучаването най-вече на философия и естетика (повлиян е главно Кант, Фридрих Шилер и Йохан Хердер). В същото време натрупва познания в света на политиката не само в земите на Хабсбургите и изучава усилено чужди езици (през живота си овладява общо 11 езика и е запознат с някои други – латински, гръцки, немски, чешки, унгарски, португалски, английски, френски, италиански, руски и старославянски). От този период е публикуваното му в списание изследване на естетиката (Přehled dějin krasovědy или O krasovědě), а заедно с Шафарик написват Počátkové českého básnictví, obzvláště prozódie. В младостта си Палацки има големи литературни амбиции и написва някои стойностни стихове (на английски и немски, в мерен стих) по различни, дори философски теми. Започва да пише трагедия за Екатерина Велика, след това за Ян Хус, голям исторически епос за Наполеон, но не завършва нито една от тези творби. Палацки прави много добър превод на чешки на „Осиана“ на Джеймс Макферсън – поетична проза на келтската История на Шотландия.
Някъде през 1819 г. Палацки решава да се фокусира главно върху изучаването на чешката история. За тази цел се свързва с Йозеф Юнгман, към когото отправя молба за одобрение и помощ: предоставяне на основна историографска информация и посвещаване в методологията на историческата работа. Юнгман харесва решителността на Палацки, неговата преданост и всеотдайност към работата, и му дава максимума от своите знания и социални контакти, а впоследствие става доживотен приятел с Франтишек. През март 1823 г. Палацки пише писмо със сходна формулировка и до Йозеф Добровски и малко по-късно (на 11 април 1823 г.) пристига в Прага.

### Историческа работа
Палацки първо работи при Добровски, а след това при Франтишек Щернберк-Мандершайд за създаването на аристократични родословия. Щернберкови по-късно го наемат като архивист на рода. Сътрудничеството с Добровски оказва значително влияние върху Палацки. От него той изучава историографския критичен метод и натрупва опит с филологическия критичен метод. Известно напрежение обаче създава различното виждане за автентичността на Зеленохорския ръкопис, където Палацки не се съгласява с критиката на Добровски.

### Поезия
- Na horu Radhošť – poem
- Má modlitba dne 26. července 1818 – hymnus
- Ideál říše – ode from year 1920

### Други произведения
- Würdigung der alten böhmischen Geschichtschreiber (Prague, 1830)
- Dějiny národu českého v Čechách a v Moravě I–V, 1836–1867
- Archiv český (6 тома, Prague, 1840–1872)
- Urkundliche Beiträge zur Geschichte des Hussitenkriegs (2 vols., Prague, 1872–1874)
- Documenta magistri Johannis Hus vitam, doctrinam, causant ... illustrantia (Prague, 1869)
- в съавторство с Шафарик, Anfänge der böhmischen Dichtkunst (Pressburg, 1818) и Die ältesten Denkmäler der böhmischen Sprache (Prague, 1840)
- Radhost (3 тома, Prague, 1871–1873)